# Трета петилетка
Третата петилетка на Народна република България е била започната от 1958 г. до 1962 г. Планът е изпълнен за четири години. В този период страната продължава да се развива в рамките на централизирано управление, като основният акцент е бил върху индустриализацията и национализацията на селското стопанство.